# Cyrtostylis tenuissima
Cyrtostylis tenuissima là một loài thực vật có hoa trong họ Lan. Loài này được (Nicholls & Goadby) D.L.Jones & M.A.Clem. mô tả khoa học đầu tiên năm 1987.